# Historia Sokotry w średniowieczu
Historia Sokotry w średniowieczu – dzieje wyspy Sokotry (będącej współcześnie częścią Jemenu) obejmujące okres od przyjęcia chrześcijaństwa, do podboju portugalskiego w XVI wieku.

## Historia

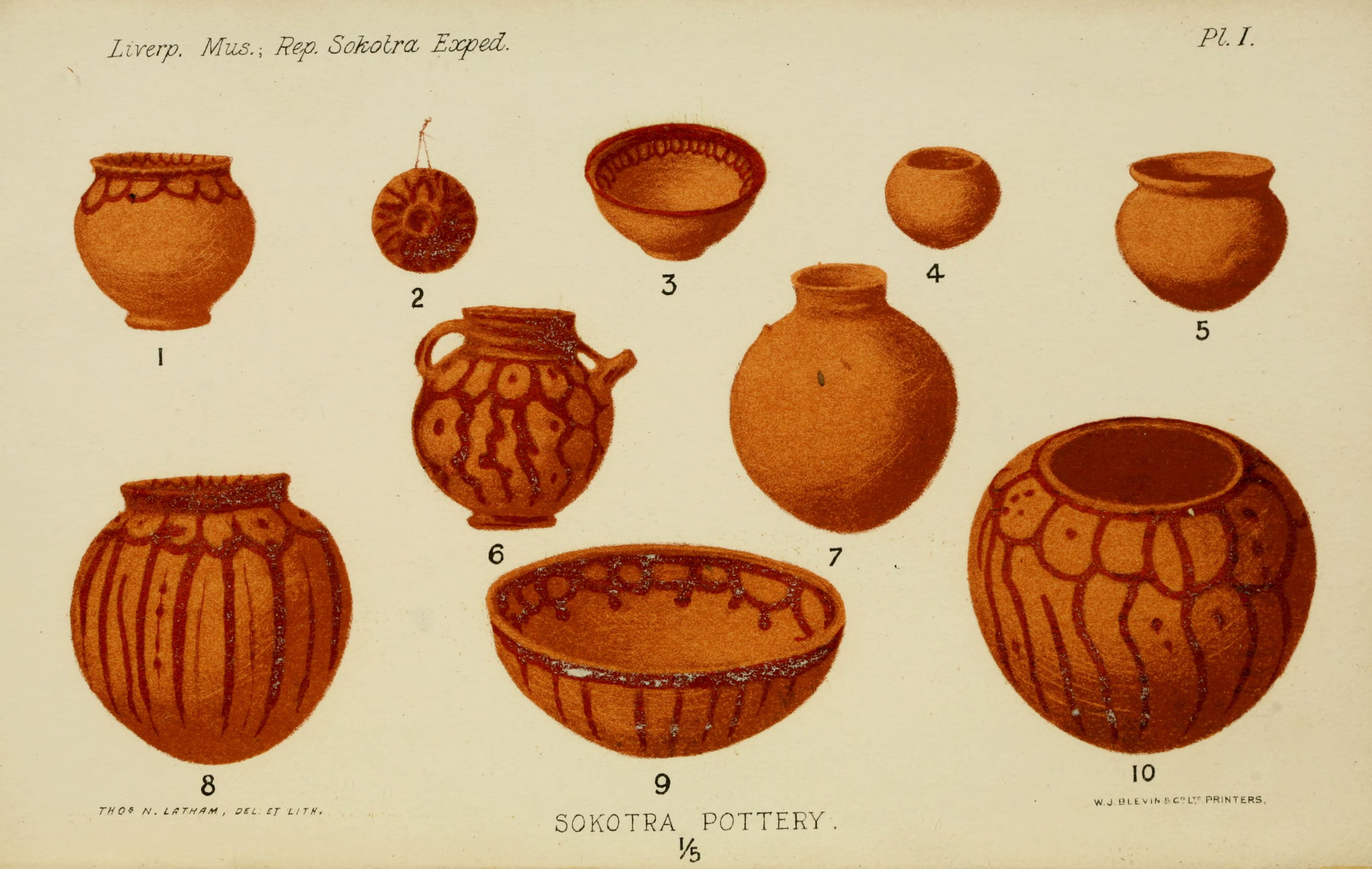
Tradycyjne naczynia z Sokotry, naszkicowane w XIX wieku

Według miejscowej tradycji, chrześcijaństwo pojawiło się na wyspie w I w. n.e., kiedy rozbił się tam statek świętego Tomasza podróżującego do Azji. Apostoł miał wówczas nawrócić większość mieszkańców archipelagu. O chrześcijańskiej populacji wyspy pisał w V w. n.e. Kosmas Indikopleustes, który opłynął Sokotrę, a być może także zawinął do jej portów. Twierdził również, że wyspiarze zostali sprowadzeni przez dynastię ptolemejską i że wciąż posługują się językiem greckim. Ludność ta wyznawała w większości nestorianizm i uznawała zwierzchność arcybiskupa z Bagdadu.
W 880 roku flota „chrześcijan” (najprawdopodobniej Etiopczyków z Aksum) zdobyła Sokotrę. Utrzymali ją do 881 roku, kiedy zostali stamtąd przegnani przez wojska Al-Salt bin Malika, imama Omanu. Według podań, został rzekomo poproszony o interwencję przez Fatimę al-Suqutriyya, poetkę z Sokotry, której ojciec zginął w walce z Etiopczykami.
W X w. arabscy żeglarze omijali Sokotrę, ze względu na znajdującą się na niej bazę indyjskich piratów, których klany i księstwa sprawowały władzę na wyspie od X do XV wieku. Hindusi nazywali Sokotrę „dwipa sukhadhara”, co w sanskrycie oznaczało „wyspa rozkoszy”.
W 1503 roku Diogo Fernandes Pereira odkrył Sokotrę. Kilka lat później, Portugalczycy podjęli decyzję o podbiciu wyspy. Pragnęli zyskać przyczółek pozwalający kontrolować Morze Czerwone, co było ruchem wymierzonym przeciwko sojuszowi Mameluków z Wenecjanami. Wyspa została zdobyta w 1507 roku przez Tristão da Cunhę i Afonso de Albuquerque, po bitwie w arabskim forcie w Suq.
Portugalskie panowanie na wyspie trwało 4 lata, podczas których europejscy najeźdźcy zbudowali w Suq własny fort. Około 1511 roku portugalski garnizon opuścił Sokotrę. Jedną z przyczyn była chęć utrzymania poprawnych stosunków z mameluckim Egiptem, zaś porzucenie twierdzy i zniszczenie fortu miały być gestami dobrej woli wobec sułtana.

## Gospodarka

### Handel

Mapa Jedwabnego Szlaku

Sokotra leżała na trasie Morskiego Szlaku Jedwabnego. Był to istotny szlak handlowy, ciągnący się przez Aden do subkontynentu indyjskiego i Chin (gdzie przewożono m.in. wełniane dywany z Adenu). 
Indyjskie państwa prowadziły też handel z samą Sokotrą. Eksportowały tam ryż, pszenicę, tkaniny, oraz niewolników, samemu skupując szylkret z wyspy. W jaskini Hoq odnaleziono inskrypcje świadczące o obecności kupców z rzymskiego Egiptu, Palmyry, Aksum, zachodnich Indii, Baktrii i Gandhary. 

### Uprawy
Źródła islamskie z X wieku donosiły o uprawach daktylowca właściwego na wyspie. Wcześniej kupcy przybywali na Sokotrę ze względu na powszechną produkcję aloesu, kadzideł, oraz Dracaena cinnabari.